# Valerius Gratus
Valerius Gratus byl 4. římský prefekt provincie Judea za císaře Tiberia v letech 15 až 26.

## Historie
V roce 15 n. l. vystřídal Annia Rufuse a v roce 26 byl nahrazen Pilátem Pontským. Gratusova vláda je pozoruhodná především častými změnami, které prováděl při jmenování nových židovských velekněží v jeruzalémském chrámu. Krátce po svém jmenování prefektem sesadil Annáše a nahradil ho Išmaelem, toho jen o něco později Eleazarem, jeho Šimonem synem Kamithovým a jeho nahradil Kaifášem (dle Janova evangelia Annášovým zetěm).
Zatímco první tři římští prefekti jmenovaní císařem Augustem zastávali úřad v průměru tři roky, Gratus strávil v Judeji 11 let. To bylo v souladu s politikou císaře Tiberia, který věřil, že držitelé úřadu jsou ze své podstaty chamtiví. Dostanou-li tedy úřady nakrátko, žijí v nejistotě, kdy o něj budou zbaveni, a po dobu svého úřadu se snaží o co největší vydrancování země, aby se obohatili. Pokud se však udrží u moci delší dobu, budou méně drancovat a lépe prefekturu spravovat.
Gratus rozdrtil dvě zlodějské tlupy, které za jeho vlády loupily v Judeji. Vlastní rukou zabil vůdce jedné ze tlup Šimona, bývalého otroka Heroda Velikého.
Valerius Gratus razil několik různých typů mincí během svého dlouhého guvernérství. Symboly zobrazené na jeho mincích představují palmové ratolesti, tři lilie, roh hojnosti, hroznové listy a amfory.
V roce 26 n. l. se po skončení svého úřadu vrátil do Říma a další jeho osudy nejsou známy.

## V kultuře
V knize Ben Hur: Příběh Kristův a ve filmech podle této knihy odvozených je prefekt Valerius Gratus téměř zabit střešní taškou, která náhodně spadne z domu knížete Hura, což je počátkem všech následujících událostí v románu. Gratus je v knize zobrazen jako zkorumpovaný římský úředník, který jednal proti Židům tím, že odstranil právoplatného velekněze Annáše a nahradil ho římskou loutkou Išmaelem.